# Cândido Pacheco Bastos
Cândido Pacheco Bastos (Guarapuava, 31 de julho de 1939) é um político brasileiro. Foi prefeito de Guarapuava e deputado estadual do Paraná.
É sobrinho dos políticos Nivaldo Passos Krüger e Trajano Bastos.

## Biografia
Filho de Manoel Romeu Loures Bastos e Laura Pacheco Bastos, foi vereador de Guarapuava durante três Legislaturas, vice-prefeito (1973 a 1977) e prefeito (1977 a 1983). Ocupou o cargo de Diretor-presidente da FAMEPAR (1983), da EMOPAR (1984 a 1985) e do BANESTADO S/A REFLORESTADORA.
Nas estaduais de 1986 foi eleito deputado estadual.